# KoSSev
KoSSev (ili Kosovo Sever) je internet portal pokrenut 7. februara 2014. godine, radi srpsku zajednicu sa Severa Kosova o aktuelnim događajima, ali i širu javnost o srpskoj zajednici sa teritorije Kosova i Metohije. Portalom upravlja nevladina organizacija "Centar za razvoj zajednica" iz Kosovske Mitrovice. Urednik portala KoSSev je Tatjana Lazarević.
KoSSev je pokrenut uz finansijsku pomoć Ambasade Ujedinjenog Kraljevstva u Prištini. Danas portalu, pored Ambasade Ujedinjenog Kraljevstva, pomažu, između ostalih  Ambasada SADa u Prištini, Danski savet za izbeglice, UNMIK i Balkanski fond za demokratiju sa sedištem u Beogradu.